# Stygoparnus comalensis
Stygoparnus comalensis is een keversoort uit de familie ruighaarkevers (Dryopidae). De wetenschappelijke naam van de soort werd in 1992 gepubliceerd door Barr & Spangler.